# Juan Pablo Uribe
Juan Pablo Uribe Restrepo, né le 14 août 1965 à Medellín, est un chirurgien et homme politique colombien.
De 2018 à 2020, il occupe le poste de ministre de la Santé et de la Protection sociale sous la présidence d'Iván Duque.